# Sorghastrum chasae
Sorghastrum chasae är en gräsart som beskrevs av Jason Richard Swallen. Sorghastrum chasae ingår i släktet Sorghastrum och familjen gräs. Inga underarter finns listade i Catalogue of Life.